# Фонзерели
Арон Маклеланд (енгл. Aaron McClelland), познатији под псеудонимом Фонзерели (енгл. Fonzerelli; Ирска, 21. јул 1982), ирски је ди-џеј. Тренутно ради за холандску издавачку кућу Армада мјузик, која је специјализована за тренс музику. Сингл који му је донео светску славу је Moonlight Party, издат 2005. године. Највећи успех је постигао под уговором са издавачком кућом Министри оф саунд. Његове песме ремиксовали су многи познати ди-џејеви као што су Карл Кокс, Фетбој Слим, Саша, Фери Корстен, Тијесто, Пол ван Дајк, Дејв Пирс и други. Сарађивао је са издавачким кућама Министри оф саунд, Манифесто, Аполо, Сајз, Оксид, Позитива, Хед канди и Ум.

## Дискографија

### Продукција
- Moonlight Party (2005)
- Stimulation (2005)
- I Love Music (2007)
- Spirit (2007)
- Losing U (2008)
- Dreamin' (Of A Hot Summers Night) (2009)

### Ремикси
| - Chanel — My Life (2004) - Sunfreakz feat. Andrea Britton — Counting Down The Days (2006) - DJ Tiësto — Dance 4 Life (2006) - The Star Alliance — He's A Runner (2006) - BeatFreakz — Superfreak (2006) - Uniting Nations — Do it Yourself (2007) - Mauro Picotto — Evribadi (Needs Sombadi…) (2007) - Turbofunk — Gotta Move (2007) - Jes — Heaven (2007) - Dave Armstrong & RedRoche ft. H-Boogie — Love has Gone (2007) | - Бејсхантер — Now You're Gone (2007) - The Disco Boys — Start all over again (2007) - Camille Jones vs. Fedde Le Grand — The Creeps (2007) - Bejshanter — All I Ever Wanted (2008) - J. Majik & Wickaman — Crazy World (2008) - Sash! feat. Stunt — Raindrops (2008) - Bejshanter – I Miss You (2008) - Weekend Masters feat. Shena — I've Found The Love (2009) - Adam Lambert — Whataya Want from Me (2010) - The Police — Roxanne (2010) - Picture The Sound — Big Time Charlie (2011) |